# Lubiąż (stacja kolejowa)
Lubiąż − dawna stacja kolejowa w Lubiążu, w Polsce, w województwie dolnośląskim, w powiecie wołowskim.